# Zoltán Magyar
Zoltán Magyar (ur. 13 grudnia 1953 w Budapeszcie), węgierski gimnastyk. Trzykrotny medalista olimpijski.
W drugiej połowie lat 70. zdominował rywalizację na koniu z łękami. Bez powodzenia startował na IO 72, jednak na kolejnych dwóch igrzyskach nie miał już sobie równych w tej konkurencji. Seryjnie zdobywał także tytuły mistrza świata (1974, 1978 i 1979) oraz Europy (1973, 1975 i 1977). Trzykrotnie był wybierany sportowcem roku na Węgrzech.

## Starty olimpijskie (medale)
Montreal 1976
- koń z łękami –  złoto

Moskwa 1980
- koń z łękami –  złoto
- drużyna –  brąz